# کتاب‌شناسی سید علی خامنه‌ای
این مقاله گزارشی از آثار سید علی خامنه‌ای (۲۹ فروردین ۱۳۱۸)، مرجع تقلید شیعی و رهبر جمهوری اسلامی ایران است. دربارهٔ آثار وی می‌توان چهار دوره زمانی را در نظر گرفت:
- دوره اول، مکتوبات مربوط به دوران فعالیت‌های انقلابی از سال ۱۳۴۲–۱۳۵۷ که بیشترین فعالیت علمی وی در این دوره صورت گرفته و شامل حدود ۱۰ تألیف و ترجمه است؛
- دوره دوم از پیروزی انقلاب تا شروع دوران ریاست جمهوری (۱۳۵۷–۱۳۶۰) است؛
- دوره سوم مربوط به دوران ریاست جمهوری وی در بازه سال‌های ۱۳۶۰ – ۱۳۶۸؛
- دوره چهارم نیز متعلق به دوران رهبری اوست که از ۱۳۶۸ تاکنون را شامل می‌شود.[۱][۲]

در یک دسته‌بندی از لحاظ نوع نگارش می‌توان کتاب‌های وی را در چهار دسته پژوهش‌های تألیفی، کتاب‌های گردآوری‌شده از درس‌گفتارها و سخنرانی‌ها، ترجمه‌ها که معمولاً در پاورقی نظرات خود را ذکر می‌کرده و در نهایت ترجمه-تألیف‌ها جای داد.

## تألیف‌ها
| نام                           | سال تألیف | سال انتشار | ناشر                     | توضیحات |
| پیشوای صادق                   | ۱۳۵۰–۱۳۴۵ | ۱۳۶۰–۱۳۵۸  | انتشارات سید جمال        | کتاب شامل چند سخنرانی از خامنه‌ای دربارهٔ تحلیل زندگانی امام ششم شیعیان جعفر صادق در قبل پیروزی انقلاب اسلامی است که توسط خود او تنظیم گردیده‌است. این کتاب بعد از انقلاب تحت عنوان «پیشوای صادق (ع)» توسط انتشارات سید جمال و با همکاری واحد ایدئولوژی روزنامه جمهوری اسلامی تنظیم و منتشر گردید. این سخنرانی‌ها بین سالهای ۴۵–۵۰ شمسی بوده‌است. کتاب در فاصله سالهای ۵۸ تا ۶۰ شمسی منتشر شده‌است. |
| گزارشی از حوزه علمیه مشهد     | ۱۳۴۶      | ۱۳۶۵       | کنگره جهانی حضرت رضا (ع) | این کتاب در تیرماه ۱۳۶۵ از سوی کنگره جهانی حضرت رضا در ۱۴۰ صفحه و شمارگان ۵۰۰۰ نسخه منتشر شد. این کتاب پیرامون تاریخ اجتماعی مشهد و به‌طور خاص حوزه علمیه آن است. جمع‌آوری و پیش‌نویس مطالب کتاب مربوط به دوران قبل از انقلاب ایران است. این کتاب از سوی مؤسسه چاپ و انتشارات آستان قدس رضوی منتشر شد. |
| ۴ کتاب اصلی علم رجال          | ۱۳۵۱–۱۳۴۸ | ۱۳۶۹       | دفتر نشر فرهنگ اسلامی    | این اثر یکی از تألیف‌های خامنه‌ای است که بخش‌هایی از آن ابتدا با عنوان «چهره رجالی شیخ طوسی» به پیشنهاد دانشکده الهیات مشهد برای ارائه به هزاره جهانی شیخ طوسی در سال ۱۳۴۸ نوشته شد اما به ستاد کنگره داده نشد و بعدها در میان «چهار کتاب اصلی علم رجال» منتشر شد. در سال ۱۳۵۱ به درخواست سید جعفر شهیدی یا محمدرضا حکیمی دو کتاب از چهار کتاب اصلی علم رجال طی مقاله مفصلی در جلد اول یادنامه علامه امینی، صاحب کتاب الغدیر به چاپ رسید. در این کتاب به مسائلی نظیر موضوع، تاریخچه و فایده علم رجال، آغاز و انگیزه تدوین هر یک از رشته‌های علم رجال پرداخته شده‌است. اصول اربعه شامل کتاب‌های اختیار الرجال، الفهرست، الرجال از تألیفات شیخ طوسی و کتاب فهرست معروف به رجال نجاشی تألیف احمد بن علی نجاشی است. این کتاب دربرگیرنده معرفی تفصیلی دو کتاب اول (اختیار الرجال و الفهرست) بود و در مجلد اول یادنامه عبدالحسین امینی به چاپ رسید و در سال ۱۳۶۹ نیز ضمن یک کتاب مستقل در ۶۲ صفحه رقعی توسط دفتر نشر فرهنگ اسلامی به فارسی منتشر شد. |
| از ژرفای نماز                 |           | ۱۳۵۱       | انتشارات بعثت            | این کتاب، مجموعه چند سخنرانی کوتاه است که در سال ۱۳۵۱ شب‌ها بعد از نماز در مسجد کرامت مشهد ایراد شده‌است. در این سخنرانی‌ها ضمن ترجمه و تفسیر سوره حمد مباحثی چون توحید، تسبیحات اربعه، ارکان و واجبات نماز مطرح شده‌است. کتاب اولین بار قبل انقلاب در سال ۱۳۵۲ توسط نشر بعثت در ۶۸ صفحه منتشر شد و پس از آن در بیش از ۱۵۰ هزار نسخه در ۲۷ چاپ توسط دفتر نشر فرهنگ اسلامی به چاپ رسیده‌است. محتوای کتاب به گونه‌ای بود که بر اساس مکاتبات اداره کل نگارش وزارت فرهنگ و هنر شاهنشاهی با کتابخانه ملی در خصوص اجرای مراحل ثبت، سانسور و چاپ دوم کتاب «از ژرفای نماز» اثر سید علی خامنه‌ای از انتشارات بعثت و چاپخانه نیلوفر با شرط اصلاحات و سانسور، مجوز چاپ گرفت. |
| طرح کلی اندیشه اسلامی در قرآن | ۱۳۵۳      | ۱۳۵۴       | انتشارات صهبا ۱۳۹۲       | پس از تعطیلی جلسات خامنه‌ای در مسجد کرامت مشهد در اسفند سال ۱۳۵۲ به وسیلهٔ ساواک، وی در جلسات مختلفی به سخنرانی می‌پرداخت. با تعطیلی مسجد کرامت، او در مسجد امام حسن مجتبی به اقامهٔ نماز جماعت و طرح تازه‌ای برای سخنرانی‌هایش در آن مسجد پرداخت که عنوان آن «طرح تبیین رئوس و اصول کلی اندیشهٔ اسلامی با تکیه بر قرآن کریم» بود. در این طرح قرار بود اصول اصلی اعتقادات اسلامی مستند به آیات قرآن بررسی و تبیین شود؛ این مباحث در ماه رمضان سال ۱۳۵۳ شمسی مطرح شد. مجموعهٔ این مباحث در چند مرحله برای چاپ آماده شد و به انتشار رسید. در ابتدا کتابچه‌ای از خلاصهٔ مباحث در سال ۱۳۵۴ منتشر شد؛ اما صورت کامل و پیاده‌شدهٔ همهٔ سخنرانی‌ها بعد از انقلاب انجام شد. مجموعهٔ سخنرانی‌ها در سال ۱۳۹۲ در قالب کتابی با نام «طرح کلی اندیشهٔ اسلامی در قرآن» از سوی «مرکز صهبا» منتشر شد. |
| گفتاری در باب صبر             | ۱۳۵۳      | ۱۳۵۴       | انتشارات غدیر            | این کتاب خلاصه چند سخنرانی کوتاه در موضوع صبر در بهمن‌ماه ۱۳۵۲ است که بنا به رسم و سنتی خاص هر شب پس از نماز جماعت در مسجد کرامت به وسیله سید علی خامنه‌ای گفته می‌شده‌است. این مطالب در سال ۱۳۵۴ برای اولین بار ویرایش شد و توسط انتشارات غدیر در ۱۰۹ صفحه در چاپخانه مشعل آزادی به چاپ رسید. پس از انقلاب کتاب حاضر توسط دفتر نشر فرهنگ اسلامی دو بار در سال‌های ۱۳۸۳ و ۱۳۸۵ چاپ شده‌است. |
| روح توحید نفی عبودیت غیر خدا  | ۱۳۵۶      | ۱۳۶۰       | مؤسسه انجام کتاب         | این مقاله در سال ۱۳۵۶ در مجموعه «دیدگاه توحیدی» به همراه مقالاتی از غلامعباس توسلی، سید محمد بهشتی، مرتضی مطهری، مجتهد زنجانی جمع‌آوری و چاپ شده‌است. بعد از انقلاب این اثر در قالب کتابی مستقل و در سال ۱۳۶۰ در ۳۲ صفحه رقعی توسط مؤسسه انجام کتاب در ده هزار نسخه منتشر شد. «روح توحید» در سال ۱۳۹۰ توسط انتشارات جامعه مدرسین نیز منتشر شد. |

## گردآوری‌شده توسط دیگران
- انسان ۲۵۰ ساله، کتابی است شامل مجموعه بیانات سید علی خامنه‌ای دربارهٔ زندگی سیاسی و مبارزاتی امامان شیعه.[۱۰] مطالب کتاب، از میان سخنان رهبر ایران در بازه اردیبهشت ۱۳۵۹ تا اسفند ۱۳۸۹ انتخاب شده‌است.[۱۱][۱۲]
- فلسطین از منظر حضرت آیت الله العظمی خامنه‌ای، کتابی است اثر سعید صلح میرزائی، که دربارهٔ دیدگاه‌های سید علی خامنه‌ای پیرامون مسئله فلسطین است.[۱۳] در این اثر، سخنان رهبر جمهوری اسلامی در مجامع عمومی و خطبه‌های نماز جمعه، پیرامون مسئله فلسطین طی سال‌های ۱۳۵۹ تا ۱۳۹۰ مورد بررسی قرار گرفته‌است.[۱۴] این کتاب در ۴۱۴ صفحه و توسط انتشارات انقلاب اسلامی در سال ۱۳۹۰ به چاپ رسیده و تاکنون چندین بار تجدید چاپ شده‌است.[۱۵] کتاب به صورت موضوعی در هشت بخش تنظیم شده‌است که شامل کلیات، شکست‌ها و پیروزی‌ها، مسئولیت‌ها، جنایات، راه حل‌ها، قهرمانان، روشنگری، و آینده روشن است.[۱۶]
- جاودانه تاریخ شامل سخنرانی‌های سید علی خامنه‌ای دربارهٔ شخصیّت علی بن ابیطالب از دوران بعد از پیروزی انقلاب اسلامی است که در خطبه‌های نماز جمعه یا در دیدارهایی که وی با مردم در ایام تولد یا وفات علی داشته، ایراد شده‌است. این کتاب به کوشش محمد محمّدیان جمع‌آوری شده‌است. ویراست نخست این اثر در سال ۱۳۸۵ توسّط مؤسّسه پژوهشی فرهنگی انقلاب اسلامی تدوین و از سوی دفتر نشر فرهنگ اسلامی منتشر شد و در سال ۹۵ با ویراست جدید و تحقیق مجدّد ارجاعات از سوی انتشارات انقلاب اسلامی عرضه شد.[۱۷][۱۸]
- بیان قرآن تفسیر سوره مجادله کتابی شامل متن ویراستهٔ جلسات تفسیر سوره مجادله است. این جلسات در دوران مسئولیت ریاست جمهوری وی در جمع پاسداران و اعضای دفتر ریاست جمهوری در هفت نوبت از ۱۷ اردیبهشت تا ۱۱ تیر ۱۳۶۱ برگزار شده و همه ۲۲ آیهٔ این سوره مورد بحث قرار گرفته‌است. کتاب به کوشش انتشارات انقلاب اسلامی وابسته به مؤسسه پژوهشی فرهنگی انقلاب اسلامی منتشر شده‌است.[۱۹]

## ترجمه
| ترجمه‌ها                  | ترجمه‌ها                      | ترجمه‌ها           | ترجمه‌ها | ترجمه‌ها | ترجمه‌ها            | ترجمه‌ها |
| ------------------------ | ---------------------------- | ----------------- | ------- | ------- | ------------------ | --- |
| عنوان کتاب               | عنوان ترجمه                  | مؤلف              | ترجمه   | انتشار  | ناشر               | توضیحات |
| المستقبل لهذا الدین      | آینده در قلمرو اسلام         | سید قطب           | ۱۳۴۴    | ۱۳۴۵    | چاپخانه خراسان     | این کتاب ترجمه سید علی خامنه‌ای در سال ۱۳۴۴ بر کتاب «المستقبل لهذا الدین» تألیف سید قطب است. مقدمه کتاب در سال ۱۳۴۵ نوشته شد و توسط انتشارات سپیده مشهد در ۲۱۸ صفحه و سپس توسط انتشارات عصر منتشر شد، اما در همان سال ۱۳۴۵ توقیف و چاپ آن ممنوع شد. پس از انقلاب در سال ۱۳۵۸ توسط انتشارات کاروان در ۲۴۰ صفحه، توسط دفتر نشر فرهنگ اسلامی از سال ۱۳۶۹ تا ۱۳۹۰ در هفت چاپ و ناشران دیگر مانند نشر هجرت، نشر اوج و … بارها به چاپ رسید.                           |
| صلح الحسن (ع)            | صلح امام حسن (ع)             | شیخ راضی آل یاسین | ۱۳۴۸    | ۱۳۴۹    | انتشارات آسیا      | این اثر در چهار بخش دربرگیرنده خلاصه‌ای از وقایع تاریخی دوران امامت حسن بن علی دومین امام شیعیان پیش از بیعت تا صلح با معاویه و پایان ماجرا و مقایسه‌ای بین شرایط حسن و حسین است. اولین نشر کتاب مربوط به انتشارات آسیا در اسفند سال ۱۳۴۸ با عنوان «صلح امام حسن پرشکوه‌ترین نرمش قهرمانانه تاریخ» است که در ۵۵۴ صفحه وزیری منتشر شد و تا سال ۱۳۸۲ به چاپ شانزدهم رسید. دفتر نشر فرهنگ اسلامی نیز در ۴۷۴ صفحه وزیری تاکنون هشت بار این کتاب را تجدید چاپ کرده‌است. |
| الاسلام و مشکلات الحضاره | ادعانامه‌ای علیه تمدن غرب     | سید قطب           | ۱۳۴۸    | ۱۳۴۹    | انتشارات طوسی مشهد | این کتاب ترجمه‌ای است که توسط خامنه‌ای در دوران تبعید وی در سال ۱۳۴۶ در زندان نوشته شده‌است. پس از ترجمه سه چهارم کتاب، در این دوران آن را رها کرد تا اینکه در سال ۱۳۴۹ با کمک برادرش سید هادی خامنه‌ای، بار دیگر در زندان ترجمه و بازنگری در متن گذشته را از سرگرفته و به پایان رساند. این کتاب در دو هزار نسخه توسط انتشارات طوس در آذر ۱۳۴۹ در چاپخانه دقت مشهد در ۳۰۷ صفحه به چاپ رسید.                                                                        |
| تفسیر فی ظلال القرآن     | ترجمه و تفسیر فی ظلال القرآن | سید قطب           | ۱۳۵۴    | ۱۳۶۲    | انتشارات تهران     | این تفسیر با عنوان «ترجمه تفسیر فی ظلال القرآن» به وسیله مصطفی خرم‌دل به‌طور کامل، و دو جزء نخستین آن به وسیله سید علی خامنه‌ای ترجمه شده‌است. |

## ترجمه - تألیف
- کفاح المسلمین فی تحریر الهند به فارسی مسلمانان در نهضت آزادی هندوستان / مؤلف: عبدالمنعم النمر / ترجمه و تألیف: سید علی خامنه‌ای / سال چاپ: ۱۳۴۷ / ناشر: چاپخانه خراسان

کتاب «مسلمانان در نهضت آزادی هندوستان» در اوایل سال ۱۳۴۷، توسط سیدعلی خامنه‌ای تألیف و ترجمه گشت و در تیر ماه همان سال منتشر شد. آن‌گونه که در مقدمه آمده، «نسخه اصلی این کتاب «کفاح المسلمین فی تحریر الهند» نام دارد که توسط یکی از علمای دانشگاه الازهر به نام «عبدالمنعم النمر» نگاشته شده و محصول سیر و سیاحت او در هند است؛ مترجم هنگام ترجمه این کتاب یادداشت‌ها و پژوهش‌هایی شخصی برای افزودن به این کتاب در اختیار داشته که به منظور جلوگیری از ازهم‌گسیختگی متن و حاشیه کتاب، آن‌ها را در متن کتاب گنجانده‌است. ازاین‌رو نام وی بر جلد این اثر، به عنوان مؤلف و مترجم ذکر شده‌است.»

## مقاله‌ها

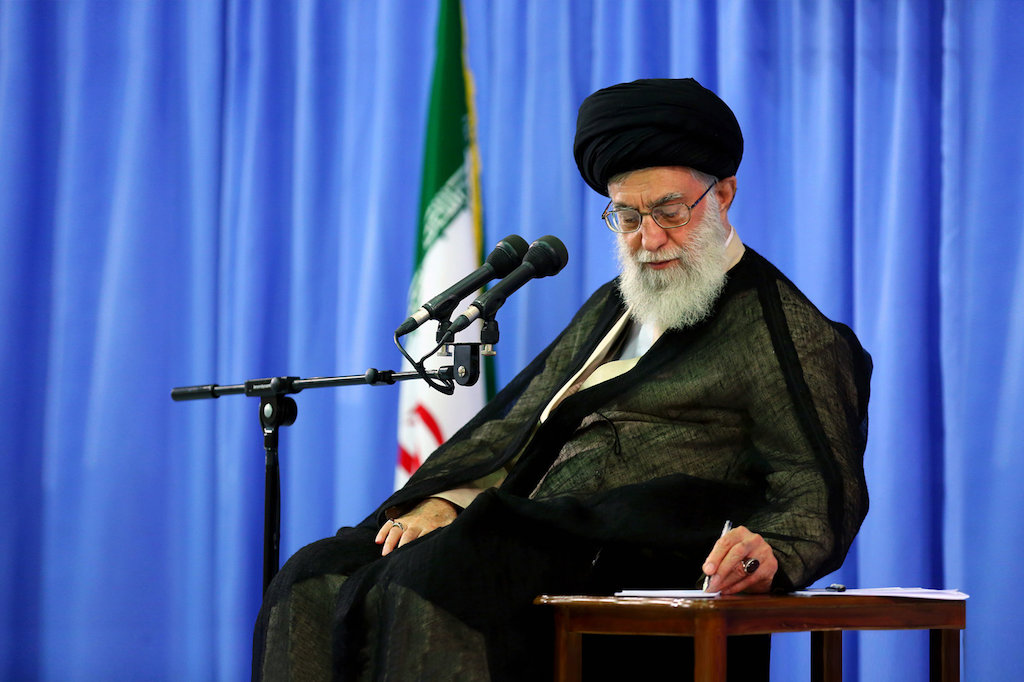
سید علی خامنه‌ای، در حال نوشتن

- معرفی کتاب «رجال کشی»، این مقاله بازتألیف مقاله پژوهشی «چهار کتاب اصلی علم رجال» تألیف سید علی خامنه‌ای در سال ۱۳۵۱ است که در یادنامه علامه امینی منتشر شده، و در آن کتاب رجال کشی به‌عنوان یکی از آثار علمی کهن شیعی مورد بررسی قرار گرفته‌است. این مقاله به عنوان یکی از مدخل‌های حرف «ر» نوزدهمین مجلد دانشنامه جهان اسلام منتشر شده‌است.[۲۴]

## نامه‌ها به جوانان غرب
نامه‌های رهبر ایران به جوانان جهان غرب، نامه‌هایی سرگشاده هستند که از سوی سید علی خامنه‌ای خطاب به جوانان جهان غرب و به‌طور خاص جوانان اروپا و آمریکای شمالی فرستاده شده‌است. اولین این نامه‌ها که با عنوان «خطاب به جوانان اروپا و آمریکای شمالی» و هشتگ Letter4u، در روز پنجشنبه ۲ بهمن ۱۳۹۳ در وبگاه او به ۴ زبان منتشر گردید و پس از آن در شبکه‌های اینترنتی پخش شده‌است، جوانان غربی به شناخت مستقیم و بی‌واسطهٔ اسلام فراخوانده شده‌اند.
در نامه دوم که با عنوان «به عموم جوانان در کشورهای غربی»، و با هشتگ CommonWorry به معنای «نگرانی مشترک» به واسطه حملات تروریستی فرانسه، در روز یکشنبه ۸ آذر ۱۳۹۴ در وبگاه وی به ۹ زبان منتشر گردیده و در اینترنت پخش شده‌است، به سیاست‌های متناقض آمریکا و غرب در قبال تروریسم، تهاجم‌های نظامی به جهان اسلام، محکوم کردن حمله تروریستی پاریس، خون‌ریزی در فلسطین و خشونت داعش درعراق و سوریه، لزوم مقابله با اندیشه خشونت زا، و تروریسم به عنوان درد مشترک جهان اسلام و غرب پرداخته شده‌است.

### نامه ۲ بهمن ۱۳۹۳
خطاب به جوانان اروپا و آمریکای شمالی، نامه‌ای از سوی سید علی خامنه‌ای خطاب به جوانان اروپا و آمریکای شمالی است که با هشتگ Letter4u در روز پنجشنبه ۲ بهمن ۱۳۹۳ در وبگاه او به ۴ زبان منتشر گردید. در این نامه رهبر ایران از جوانان غربی خواست که به شناخت مستقیم و بی‌واسطهٔ اسلام اقدام کنند.
رهبر ایران در تاریخ ۸ آذر ۱۳۹۴ نامه دیگری را خطاب به جوانان کشورهای غربی نوشتند. در نامه دوم به سیاست‌های متناقض آمریکا در قبال تروریسم، تهاجم‌های نظامی به جهان اسلام، محکوم کردن حمله تروریستی پاریس، اشاره به خون‌ریزی در فلسطین و خشونت داعش در عراق و سوریه، لزوم مقابله با اندیشه خشونت زا، تروریسم درد مشترک جهان اسلام و غرب پرداخت که مورد توجه رسانه‌ها قرار گرفت.

### نامه ۸ آذر ۱۳۹۴
نامه دوم که با عنوان «به عموم جوانان در کشورهای غربی»، و با هشتگ CommonWorry به معنای «نگرانی مشترک» به واسطه حملات تروریستی فرانسه، در روز یکشنبه ۸ آذر ۱۳۹۴ در وبگاه رهبر ایران به ۹ زبان منتشر شده‌است، در این نامه رهبر ایران به سیاست‌های متناقض آمریکا و غرب در قبال تروریسم، تهاجم‌های نظامی به جهان اسلام، محکوم کردن حمله تروریستی پاریس، خون‌ریزی در فلسطین و خشونت داعش درعراق و سوریه، لزوم مقابله با اندیشه خشونت زا، و تروریسم به عنوان درد مشترک جهان اسلام و غرب پرداخته‌است.

### ستاد تبلیغ و نشر نامه به جوانان غربی
ستادی با عنوان «ستاد تبلیغ و نشر نامه رهبر معظم انقلاب به جوانان غربی» به ریاست حمیدرضا مقدم‌فر مدیرعامل سابق خبرگزاری فارس برای تبلیغ این نامه تشکیل شده‌است. این ستاد در سالگرد صدور این نامه‌ها همایش‌هایی دربارهٔ آن‌ها برگزار کرده‌است.

## ترجمه آثار خامنه‌ای
در فاصله سال‌های ۱۳۴۵ تا ۱۳۹۴ بیش از ۵۰۰ عنوان کتاب غیرفارسی در ده‌ها کشور به اندیشه و زندگی سید علی خامنه‌ای پرداخته و در این زمینه‌ها ترجمه یا تألیف و منتشر شده‌اند. در جدول زیر تعدادی از عناوین ترجمه‌شده از کتاب‌های خامنه‌ای آمده‌است:
| ترجمه آثار                       | ترجمه آثار                                                   | ترجمه آثار                                       | ترجمه آثار                                                             | ترجمه آثار       | ترجمه آثار    | ترجمه آثار |
| -------------------------------- | ------------------------------------------------------------ | ------------------------------------------------ | ---------------------------------------------------------------------- | ---------------- | ------------- | ---------- |
| عنوان فارسی                      | زبان                                                         | عنوان ترجمه‌شده                                   | مترجم                                                                  | ناشر             | سال نشر       | محل نشر    |
| طرح کلی اندیشه اسلامی در قرآن    |                                                              |                                                  |                                                                        |                  |               |            |
| انگلیسی                          | The General Pattern of Islamic Thought in the Qur’an         | علیرضا انوشیروانی                                | صهبا                                                                   | ۱۹۸۴ (۱۳۶۳)      | تهران         |            |
| انگلیسی                          | An Outline of Islamic Thought in the Quran                   | حمید تهرانی                                      | Islamic College for Advanced Studies Publications                      | ۲۰۰۸ (۱۳۸۶)      | لندن          |            |
| انگلیسی                          | Islam in the Holy Quran; the fundamentals of islamic thought |                                                  | مرکز باء للدراسات                                                      |                  | بیروت         |            |
| آلمانی                           | Der Islamische Gedanke im Koran                              | الهام شهسواریان راستی                            | انتشارات ب‍ی‍ن‌ال‍م‍ل‍ل‍ی ال‍ه‍دی                                                       | ۲۰۰۰ (۱۳۷۹)      | تهران         |            |
| ترکی آذری                        |                                                              |                                                  | انتشارات ب‍ی‍ن‌ال‍م‍ل‍ل‍ی ال‍ه‍دی                                                       | ۱۹۹۶ (۱۳۷۵)      | تهران         |            |
| ترکی استانبولی                   | Genel hatlatiyle:Kur’anda islami dusunce                     | محمد توپراک                                      | سازمان تبلیغات اسلامی                                                  | ۱۹۸۴ (۱۳۶۳)      | تهران         |            |
| ایتالیایی                        | il modello del pensiero islamico nel corano                  | مرکز فرهنگی اسلامی اروپا                         |                                                                        | ۱۹۸۷ (۱۳۶۶)      | رم            |            |
| چینی                             |                                                              | حسین ماشینگویی                                   | رایزنی فرهنگی سفارت جمهوری اسلامی ایران در پکن                         | ۱۳۸۶             | پکن           |            |
| عربی                             | ال‍خ‍طوط ال‍ع‍ام‍ه ل‍ل‍ف‍ک‍ر الاس‍لام‍ی ف‍ی ال‍ق‍رآن                                     | نورالدین عباس                                    | مرکز بقیةالله الاعظم                                                   | ۱۹۹۴ (۱۴۱۵ قمری) | بیروت         |            |
| گفتاری در باب صبر                |                                                              |                                                  |                                                                        |                  |               |            |
| انگلیسی                          | Discourses On Patience                                       | سید حسین علمدار                                  | انتشارات انصاریان                                                      | ۱۹۹۴             | قم            |            |
| ترکمنی                           |                                                              | مارال باتیروا                                    | رایزنی فرهنگی ایران در ترکمنستان                                       | ۱۳۸۷             |               |            |
| آلمانی                           | (Sabr (Geduld, Langmut, Standhaftigkeit                      |                                                  | M-haditec                                                              | ۲۰۰۷             | برمن          |            |
| عربی                             | بحث حول الصبر                                                | مرکز بقیةالله الأعظم (ع)                         | مرکز باء للدراسات - دارالاسلامیه                                       | ۲۰۰۸             | بیروت - تهران |            |
| ترکی آذربایجانی                  | دوزوم ح‍ص‍ه س‍ی‍ن‍ده دان‍ی‍ش‍ی‍ق                                               | م‍ح‍م‍دج‍ع‍ف‍ر اح‍م‍دی‍ه                                           |                                                                        | ۱۳۸۳             | ارومیه        |            |
| ترکی استانبولی                   | Sabr                                                         | Endişe Yayınları                                 |                                                                        | ۱۹۹۱             | استانبول      |            |
| اردو                             | فلسفه صبر                                                    |                                                  | معراج کمپنی لاهور                                                      |                  | لاهور         |            |
| از ژرفای نماز                    |                                                              |                                                  |                                                                        |                  |               |            |
| انگلیسی                          | The underlying concept of the daily prayers                  | حسین کیهان                                       | بن‍ی‍اد پ‍ژوه‍ش‍ه‍ای اس‍لام‍ی آستان قدس رضوی                                           | ۱۳۷۹             | مشهد          |            |
| انگلیسی                          |                                                              |                                                  |                                                                        |                  |               |            |
| انگلیسی                          | Profoundities Of The Prayer                                  | سید حسین علمدار                                  | انتشارات انصاریان                                                      | (چاپ چهارم)۱۳۸۶  | قم            |            |
|                                  |                                                              |                                                  |                                                                        |                  |               |            |
| اسپانیولی                        | LA PROFUNDIDAD DE LA ORACIÓN                                 | ابوحسن علی                                       | مؤسسه الهام شرق                                                        | ۲۰۰۶             | قم            |            |
|                                  |                                                              |                                                  |                                                                        |                  |               |            |
| عربی                             | رحلة فی اعماق الصلاة الاسلامیة - من أعماق الصلاة             | سید عباس نورالدین                                | مرکز باء للدراسات - الدار الاسلامیة - جمعیة المعارف الإسلامیة الثقافیة | ۱۹۹۰–۲۰۱۳        | بیروت - تهران |            |
| سیریلیک                          |                                                              |                                                  | رایزنی فرهنگی جمهوری اسلامی ایران در تاجیکستان                         | ۱۳۸۸)            | دوشنبه        |            |
| ۴ کتاب اصلی علم رجال             |                                                              |                                                  |                                                                        |                  |               |            |
| عربی                             | الاصول الاربعة فی علم الرجال                                 | ماجد القرباوی                                    | دارالثقلین - مجمع جهانی اهل‌بیت                                         | ۱۹۹۴ (۱۳۷۳)      | بیروت         |            |
| پیشوای صادق                      |                                                              |                                                  |                                                                        |                  |               |            |
| عربی                             | قی‍ادة الام‍ام ال‍ص‍ادق ع‍ل‍ی‍ه‌ال‍س‍لام‌                                        | محمدعلی آذرشب                                    | مجمع جهانی اهل‌بیت - مؤسسه ب‍ی‍ن‌ال‍م‍ل‍ل‍ی ال‍ه‍دی                                      | ۱۹۹۵، ۱۹۹۶، ۲۰۰۳ | تهران         |            |
| مسلمانان در نهضت آزادی هندوستان  |                                                              |                                                  |                                                                        |                  |               |            |
| اردو                             | هندوستان کی تحریک آزادمین مسلمانون کا کردار                  | تنویر کوثر                                       | خانه فرهنگ ایران در کراچی                                              | ۲۰۱۴             | کراچی         |            |
| فلسطین                           | ترکی استانبولی                                               | Filistin Meselesi                                | آیکوت پازارباشی                                                        | Feta Yayıncılık  | ۲۰۲۳          | استانبول   |
| حضرت فاطمه(س) الگوی تمام انسان‌ها | ترکی استانبولی                                               | Hz. Fatıma Tüm İnsanlığın Rol Modeli             | آیکوت پازارباشی                                                        | Önsöz Yayıncılık | ۲۰۲۳          | استانبول   |
| مدح خورشید                       | ترکی استانبولی                                               | Güneş'e Övgü - İmam Humeyni ile İlgili Hatıralar |                                                                        | Feta Yayıncılık  | ۲۰۲۱          | استانبول   |

## چاپ نشده
- دو پژوهش قرآنی / مؤلف: سید علی خامنه‌ای / سال تألیف: ۱۳۵۲ / سال چاپ: چاپ نشده

سید علی خامنه‌ای در سال ۱۳۵۲ شروع به دو پژوهش قرآنی کرد. تدوین لغت‌نامه قرآنی و تدوین کشف الآیات فارسی؛ اما این دو کار به پایان نرسید و منتشر نشد.

## برخی از آثار و تقریظ‌ها
| - غنا - ثلاث رسائل فی الجهاد - فلسطین - انسان ۲۵۰ ساله - طرح کلی اندیشه اسلامی در قرآن - از ژرفای نماز - گفتاری در باب صبر - چهار کتاب اصلی علم رجال - ولایت - پیشوای صادق - وحدت و تحزّب - هنر - اجوبة الاستفتائات - درست فهمیدن دین - عنصر مبارزه در زندگی ائمه - روح توحید نفی عبودیت غیر خدا - ضرورت بازگشت به قرآن - سیره امام سجاد - امام رضا و ولایتعهدی - تهاجم فرهنگی - حدیث ولایت - یاد و یادگار - جهاد خودکفایی - دشمن‌شناسی - جلوه اهل خراسان - احکام روزه - مروری بر مبانی، روش و قواعد تفسیری |

### ترجمه‌ها
- صلح امام حسن، تألیف راضی آل یاسین.
- آینده در قلمرو اسلام، تألیف سید قطب.
- مسلمانان در نهضت آزادی هندوستان، تألیف عبدالمنعم نمری نصری.
- ادعانامه علیه تمدّن غرب، تألیف سید قطب.

### آثار در مورد وی
- ولی مجدد یا رهبر احیاگر؛ این کتاب را نعیم قاسم معاون دبیرکل حزب‌الله لبنان نوشته‌است.[۴۱]
- فتوای هسته‌ای از منظر حقوق بین‌الملل[۴۲]

این کتاب را جابر سیوانی‌زاد در مورد فتوای سید علی خامنه‌ای در مورد برنامه هسته‌ای ایران از منظر حقوق بین‌الملل نگاشته‌است.
- شرح اسم؛ کتابی است که به زندگی‌نامه و خاطرات سید علی خامنه‌ای می‌پردازد.[۴۴]
- زندگی و زمانه حضرت آیت‌الله سیدعلی خامنه‌ای، نویسنده: جعفر شیرعلی نیا، نشر سایان، ۱۳۹۴[۴۵][۴۶][۴۷]
- خون دلی که لعل شد.

### تقریظ‌ها
سید علی خامنه‌ای که خود دارای تالیفاتی می‌باشد، ضمن تأکید بر ضرورت مطالعه و کتابخوانی، بر کتابهای بسیاری به ویژه کتاب‌هایی که در زمینه جنگ ایران و عراق نگاشته شده‌اند، تقریظ نوشته و آن‌ها را مورد توجه قرار داده‌است که این امر موجب معرفی این کتاب‌ها به اجتماع و بالارفتن تیراژ آن‌ها نیز شده‌است. از جمله کتاب‌هایی که مورد تمجید وی قرار گرفته و او بر آن‌ها تقریظ نوشته‌است، می‌توان به موارد ذیل اشاره کرد:
آب هرگز نمی‌میرد، همپای صاعقه، دا، نورالدین پسر ایران، تن‌تن و سندباد، دختران آفتاب، جنگ پابرهنه، آن بیست و سه نفر، گلستان یازدهم، وقتی مهتاب گم شد، دختر شینا، سرباز کوچک امام، پنجره‌های تشنه، پایی که جا ماند، آتش به اختیار، سفر به قبله، اردوگاه عنبر، بابانظر، دسته یک، سفر به قله‌ها، شانه‌های زخمی خاکریز، عبور از آخرین خاکریز، فرمانده من، ضربت متقابل، گزارش یک بازجویی، لشکر خوبان، مدال و مرخصی، مقتل، نجیب، نونی سفر، هنگ سوم، یادداشت‌های خرمشهر، یادداشت‌های ناتمام، یاد یاران، یاور صادق، فرهنگ جبهه: شوخ‌طبعی‌ها، حماسه هویزه، من زنده ام، از الوند تا قراویز، در کمین گل سرخ، خاک‌های نرم کوشک، عباس دست طلا، یاور صادق، رَه نمای طریق، فرنگیس،عصرهای کریسکان،و کتاب‌های دیگری از جمله: جشن حنا بندان، سفر به شهر زیتون، زنده باد کمیل، دشت شقایق‌ها، خط فکه، خداحافظ کرخه، جنگ خیابانی، جدال در زیویه، تیپ ۸۳، تپه‌های لاله سرخ، پیشانی شیشه ای، پرواز شماره ۲۲، پابه‌پای باران.
سیدعلی خامنه ای همچنین به تقریظ یا تمجید برخی از کتاب‌های خارجی نیز پرداخته‌است، همانند "بینوایان (ویکتور هوگو)"، "مهاتما گاندی (رومن رولان)"، لذات فلسفه (ویل دورانت)، دن آرام (میخائیل شولوخوف)، و غیره.